# Mostra internazionale di musica leggera
La Mostra internazionale di musica leggera è stata una manifestazione musicale italiana, svoltasi nella città di Venezia dal 1965 fino al 1981 (con l'eccezione di Roma, al Teatro Sistina, nel 1977), poi dal 1982 al 1993 nella città di Riva del Garda. Veniva trasmessa televisivamente su Rai 1.

## Storia della manifestazione
Le prime edizioni della manifestazione si tennero in estate (in genere tra fine giugno e i primi di luglio); dal 1969 in poi, vista anche la concorrenza di Un disco per l'estate, venne spostata a settembre, che divenne il mese in cui si svolse poi tradizionalmente.

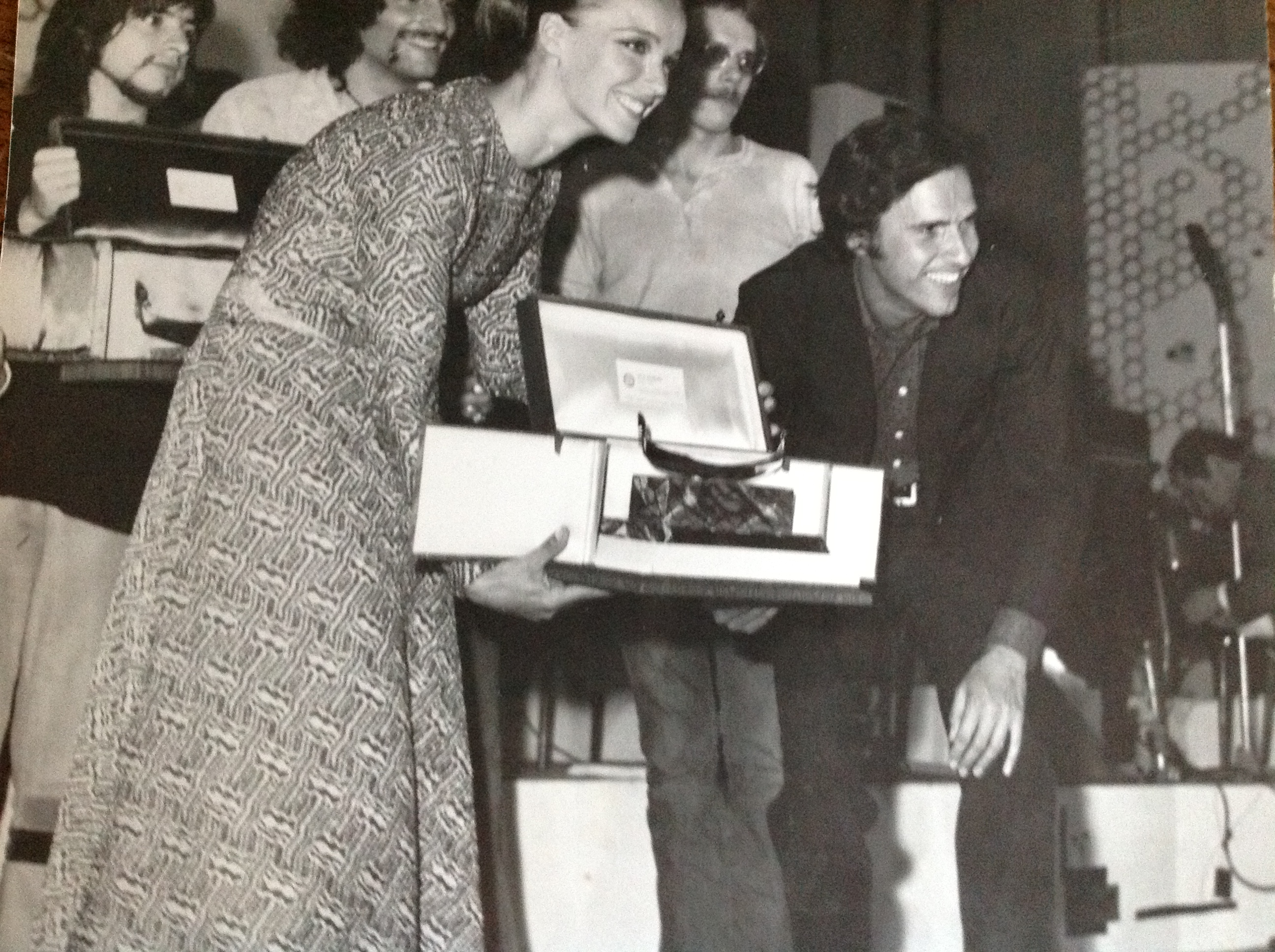
Aba Cercato consegna la Gondola d'Oro a Riccardo Del Turco per Luglio all'edizione del 1969

I cantanti che gareggiavano erano distinti in "Big" e "Nuove Proposte". Il premio in realtà veniva assegnato l'anno successivo, in quanto si basava sulle copie vendute del 45 giri contenente la canzone presentata; il premio consisteva nella Gondola d'oro per il big e nella Gondola d'argento per il giovane.
La sede in cui si teneva la mostra è stata per molti anni il palazzo del Cinema al Lido di Venezia, e la finale si svolgeva all'aperto, in piazza San Marco.
Nel 1982 il festival è stato trasferito al palazzo dei congressi di Riva Del Garda con il titolo "Vela d'oro" (l'ultima edizione si è svolta nel 1993).

## I presentatori delle varie edizioni
- 1965: Katie Boyle
- 1966: Renato Rascel e Renata Mauro
- 1967-1969: Mike Bongiorno e Aba Cercato
- 1970: Giorgio Albertazzi e Aba Cercato
- 1971: Alberto Lupo e Aba Cercato
- 1972-1975: Daniele Piombi e Aba Cercato[2].
- 1976: Pino Caruso
- 1977: Memo Remigi
- 1978: Pippo Baudo
- 1979: Awana Gana
- 1980: Enrico Beruschi e Amanda Lear
- 1981: Loretta Goggi, Pippo Franco e Laura Troschel
- 1982: Gianni Morandi e Ambra Orfei
- 1983: Claudio Lippi e Daniela Poggi
- 1984: Anna Pettinelli, Mauro Micheloni e Sergio Mancinelli
- 1985: Mauro Micheloni e Patricia Pilchard
- 1986: Anna Pettinelli e Gianni De Berardinis
- 1987: Gigi Sabani e Michele Placido
- 1988: Lino Banfi
- 1989: Loretta Goggi
- 1990: Raffaella Carrà, Fabrizio Frizzi e Toto Cutugno
- 1991: Pippo Baudo
- 1992: Giancarlo Magalli, Barbara De Rossi e Renato Zero
- 1993: Lino Banfi

## I vincitori della Gondola d'oro (Vela d'oro dal 1982)
- 1965: Orietta Berti con Tu sei quello (Polydor)[3]
- 1966: Mina per le vendite conseguite durante l'anno precedente e Caterina Caselli con Perdono (CGD)[3]
- 1967: Fausto Leali con A chi (Ri-Fi)[3]
- 1968: Riccardo Del Turco con Luglio (CGD)[4]
- 1969: Vanilla Fudge con Some Velvet Morning (Atlantic) e Georges Moustaki con Lo straniero (Polydor)[5]
- 1970: Ornella Vanoni con L'appuntamento (Ariston)[6] e Mungo Jerry con In the summertime (Pye Records)
- 1971: Milva con La filanda (Ricordi)[6] e Middle of the Road con Tweedle dee, tweedle dum (RCA Italiana)
- 1972: Mia Martini con Donna sola (Ricordi)[7] e Michel Fugain con Un'estate fa (CBS)
- 1973: Gigliola Cinquetti con l'LP Stasera ballo liscio (CGD)[8]
- 1974: Marcella Bella con l'LP Metamorfosi (CGD)[9]
- 1975: Sandro Giacobbe con Io prigioniero (CGD)
- 1976: Franco Simone con Tu... e così sia (Ri-Fi)
- 1977: Franco Simone con Il cielo in una stanza (Ri-Fi) e Santa Esmeralda & Leroy Gomez con Don't let me be misunderstood (Philips)
- 1978: Renato Zero con Triangolo (RCA) e Julio Iglesias con Pensami (CBS)
- 1979: Antonello Venditti con Buona domenica (Philips) e Julio Iglesias con Se tornassi (CBS)
- 1980: Pupo con Cosa farai e gli Spargo con You and Me
- 1981: Riccardo Fogli con Malinconia[10] e Genesis con Abacab
- 1982: Teresa De Sio per l'LP Teresa De Sio e Dire Straits per Private Investigations
- 1983: Gazebo per l'LP Gazebo e Bandolero per Paris Latino
- 1984: Antonello Venditti per l'LP Cuore e Sade per Your love Is King
- 1985: Pooh per l'LP Asia non Asia e Simply Red per Money$ Too Tight (To Mention)
- 1986: Eros Ramazzotti per l'LP Nuovi eroi e Doctor & the Medics per Spirit in the Sky
- 1987: Zucchero Fornaciari per l'LP Blue's
- 1988: Pooh per l'LP Oasi e The Pasadenas per Tribute (Right On)
- 1989: Amedeo Minghi per l'LP La vita mia
- 1990: Mango per l'LP Sirtaki
- 1991: Fabio Concato per l'LP Punto e virgola
- 1992: Mietta per l'LP Lasciamoci respirare
- 1993: Non assegnato

## I vincitori della Gondola d'argento (Vela d'argento dal 1982)
- 1965: Premio non ancora istituito
- 1966: Rossano con Ca c'est Venice (CAR Juke Box)
- 1967: Al Bano con Nel sole (La voce del padrone)
- 1968: Junior Magli con La nostra favola (Jolly)
- 1969: Rosanna Fratello con Non sono Maddalena (Ariston)
- 1970: Donatello con Malattia d'amore (Dischi Ricordi)
- 1971: Romolo Ferri con Vorrei
- 1972: Carla Bissi con La festa mia
- 1973: Emanuela Cortesi con Io ci credo ancora
- 1974: Gloria e Denise Calore con Il carro e gli zingari
- 1975: Grazia Vitale con Torna
- 1976: Giulia Del Buono con Io la sera
- 1977: Lina Savonà con Amarti sempre amarti mai
- 1978: Roberta Voltolini con Noi
- 1979: Goran Kuzminac con Stasera l'aria è fresca
- 1980: Pino D'Angiò con Ma quale idea
- 1981: Federico Troiani con Non c'ho 'na lira
- 1982: Piero Marras con Insieme anche così
- 1983: Enzo Avitabile con When I Believe
- 1984: Rossana Casale con Aspettarti
- 1985: 'ASciara con Fill
- 1986: Grazia Di Michele con Le ragazze di Gauguin
- Dal 1987 all'ultima edizione (1993) il premio "Vela d'argento" non viene più assegnato

## Principali partecipanti

### 1965
- Vedi Mostra internazionale di musica leggera 1965

### 1966
- Vedi Mostra internazionale di musica leggera 1966

### 1967
- Vedi Mostra internazionale di musica leggera 1967

### 1968
- Vedi Mostra internazionale di musica leggera 1968

### 1969
- Vedi Mostra internazionale di musica leggera 1969

### 1970
- Vedi Mostra internazionale di musica leggera 1970

### 1971
- Vedi Mostra internazionale di musica leggera 1971

### 1972
- Vedi Mostra internazionale di musica leggera 1972

### 1973
- Gigliola Cinquetti con La spagnola e Tango delle capinere - "Gondola d'Oro"
- Albert Hammond con It never rains in Southern California - "Gondola d'Oro"
- Marcella con Mi...ti...amo e Mi fa morire cantando
- Gilda Giuliani con Frau Shoeller e Non fu peccato - premio “Giorgio Berti” quale migliore interprete
- Ornella Vanoni con Sto male e Superfluo
- Mia Martini con Bolero e Il Guerriero
- Iva Zanicchi con Le giornate dell'amore e Chi mi manca è lui
- Milva con Sognavo amore mio e È l'ora
- Fred Bongusto con Tre settimane da raccontare
- Mino Reitano con L'abitudine
- Diana Ross con Good morning heartache
- Artie Kaplan con Steppin' stone
- Don McLean con And I love you so
- Rare Earth con Ma
- Daniel Guichard con Tenerezza (La tendresse)
- Emanuela Cortesi con Io ci credo ancora - "Gondola d'Argento"
- Cervello con Melos
- Maila con Un aquilone
- Odissea con Unione

### 1974
- Marcella con Nessuno mai e L'avvenire - "Gondola d'Oro"
- Gilda Giuliani con Si ricomincia e Quando verrà
- Mia Martini con Inno e Agapimu
- Orietta Berti con La moglie fedele e La bella giardiniera tradita nell'amor
- Ricchi e Poveri con Amore sbagliato e Torno da te
- Caterina Caselli con Momenti sì, momenti no e Desiderare
- Gigliola Cinquetti con Ti dico addio e L'edera
- Sergio Endrigo con Una casa al sole e Perché le ragazze hanno gli occhi così grandi
- Ornella Vanoni con La gente e me e La tana degli artisti
- Iva Zanicchi con Testarda io e Io ti propongo
- Eumir Deodato con Moonlight Serenade
- Astor Piazzolla & Gerry Mulligan con Years of solitude
- Leo Sayer con Long tall glasses (I can dance)
- Gloria e Denise Calore con Il carro e gli zingari - "Gondola d'Argento"
- Liliana Savoca con Io così importante
- James Jotti con Infinito amore
- Valentina Greco con Vai amore vai

### 1975
- Marcella con E quando e Negro
- Mino Reitano con Terre lontane
- Grazia Vitale con Torna - "Gondola d'Argento"
- Wess & Dori Ghezzi con È l'amore che muore
- ABBA con Mamma Mia, SOS[15]
- Bob James con Take me to the Mardi Gras
- Yvonne Fair con It should have been me
- John Kincade
- Van McCoy con The Shuffle
- Melanie con La Bamba
- Shirley & Company con Shame, Shame, Shame
- Carl Douglas con Kung Fu Fighting
- Pete Wingfield con Eighteen with a Bullet
- Peppino Di Capri con Amo
- Sandro Giacobbe con Io prigioniero - "Gondola d'Oro"
- Enrico Intra Paopop
- Daniel Sentacruz Ensemble - America
- Iva Zanicchi Io saro' la tua idea
- I Vianella con Vestiti, usciamo
- Mal con Non arrossire
- Il était une fois
- Jair Rodrigues con Maravilhoso è Sambar
- Mersia con Irraggiungibile
- Aldo Poli

### 1976
- Mia Martini con Che vuoi che sia... se t'ho aspettato tanto
- Umberto Napolitano con Oggi, Settembre 26
- Wess & Dori Ghezzi con Amore bellissimo
- Franco Simone con Tu e così sia - "Gondola d'Oro"
- Rino Gaetano con Berta filava
- Sandro Giacobbe con Il mio cielo la mia anima
- Giulia Del Buono con Io la sera - "Gondola d'Argento"
- Fred Bongusto con "La mia estate con te"
- Gilda Giuliani "Io me ne andrei"

### 1977
- Marcella con Non m'importa più e Femmina
- Franco Simone con Il cielo in una stanza e Tentazione - "Gondola d'Oro"
- Donna Summer con I feel love e I remember yesterday
- Ornella Vanoni e i New Trolls con Domani no
- Ronnie Jones & Claudja Barry con It takes two
- Roberto Soffici con Nel dolce ricordo del suo sorriso
- Sheila & B. Devotion con Love me baby
- The Ritchie Family con African Queens
- Walter Foini con Compro tutto
- Lenny Williams con Choosing you
- Santa Esmeralda & Leroy Gomez con Don't let me be misunderstood - "Gondola d'Oro"
- Boney M. con Belfast
- Wess con Good time
- Raoul Casadei con Mazurka di mezz'estate
- Memo Remigi con Torna a casa mamma
- Collage con Piano piano... m'innamorai di te
- Lamont Dozier con Going back to my roots
- Sandro Giacobbe con Bimba
- Pippo Franco
- Lina Savonà con Amarti sempre... amarti mai - "Gondola d'Argento"
- Piero Finà con Valzer K.O.
- Toni con Bella di notte
- Franco Marino con Sì

### 1978
- Matia Bazar con Tu semplicità
- The Ritchie Family con American generation
- Kraftwerk con The robots
- Miguel Bosé con Anna
- Dee D. Jackson con Meteor man
- Julio Iglesias con Pensami - "Gondola d'Oro"
- Gibson Brothers con Heaven
- Nada con Pasticcio universale
- Gérard Lenorman con L'enfant des cathedrales
- Loredana Bertè con Dedicato
- Ian Dury con Sex and drugs and rock and roll
- Renato Zero con Triangolo - "Gondola d'Oro"
- Sheila & B. Devotion con You light my fire
- Average White Band con Same feeling different song
- Roberta con Noi - "Gondola d'Argento"
- Ezio Picciotta con Dio che cosa non farei
- Plastic Bertrand con Supercool
- Sylvester con You make me feel
- Queen Samantha con The letter
- Paul Nicholas
- Manu Dibango
- Linda Clifford
- D.C. LaRue
- Antonella Chelli
- Karen Cheryl
- Clouds

### 1979
- Marcella con Camminando e cantando
- Goran Kuzminac con Stasera l'aria è fresca – "Gondola d'Argento"
- Amanda Lear con Fabulous (Lover, love me)
- Roxy Music con Angel eyes
- Renato Zero con Il carrozzone
- Anita Ward con Ring my bell
- Antonello Venditti con Buona domenica - "Gondola d'Oro"
- Julio Iglesias con Se tornassi - "Gondola d'Oro"
- Amii Stewart con Jealousy
- Peter Brown con Crank it up
- Riccardo Fogli con Che ne sai
- Viola Wills con (Gonna get along) Without you now
- Angelo Branduardi con Cogli la prima mela
- Michele Zarrillo con Indietro no
- Limousine con Malgrado te, malgrado noi
- Blonde on Blonde con Whole lotta love
- Rino Gaetano con Nel letto di Lucia e Resta vile maschio dove vai?
- Anna Oxa con Il pagliaccio azzurro
- Alan Sorrenti con Provaci
- Dario Baldan Bembo con Giuro
- Collage con S.O.S.
- Walter Foini con Faccia di Luna
- Ewa Aulin con Strettate
- Banco del Mutuo Soccorso con Niente
- Dr. Hook con When you're in love with a beautiful woman
- Lene Lovich con Say when
- Santino Rocchetti con Per favore Angela no
- Umberto Tozzi
- Iva Zanicchi
- Nicolette Larson
- Loredana Bertè
- Easy Going
- Patty Pravo
- Daniel Danieli

### 1980
- Pino D'Angiò con Ma quale idea – "Gondola d'Argento"
- Donovan con Only to be expected
- The Fools con Psycho chicken
- Peter Gabriel con Games without frontiers
- Goombay Dance Band con Sun of Jamaika
- Collage con Donna musica
- Spargo con You and me - "Gondola d'Oro"
- Matia Bazar con Il Tempo del Sole
- Kate Bush con Babooshka
- Enzo Jannacci con Ci vuole orecchio
- Amedeo Minghi con Sicuramente tu
- Carmen & Thompson con Time moves on
- Antonello Venditti con Le cose della vita
- Eddy Grant con Living on the frontline
- Sterling Saint-Jacques con Again
- New Trolls con Musica
- Riccardo Fogli con Ti amo però
- Viola Valentino con Anche noi facciamo pace
- Pupo con Cosa farai - "Gondola d'Oro"
- Peppino Di Capri con Cristina
- Sandro Giacobbe con Notte senza di te
- Cheap Trick con Stop this game
- Alan Sorrenti con Prova con me
- Ottawan con D.I.S.C.O.
- Eric Carmen con It hurts too much
- Jim Capaldi con Hold on to your love
- Patrick Juvet con Sounds like Rock 'n' Roll
- Earth and Fire con Weekend
- Ella & The Angels con Lydia
- Rettore
- Massimo Morante con Abbasso
- Enzo Malepasso con Resto con te
- Elio Stamea

### 1981
- Bee Gees con He's a liar (sigla iniziale)
- Miguel Bosé con You can't stay the night
- Gianna Nannini con Uò... uò...
- Odyssey con Going back to my roots
- Angelo Branduardi con Musica e Amico
- Mia Martini con E ancora canto
- Passengers con Casinò
- Camaleonti e Monica Vitti con Tango della gelosia
- Genesis con Abacab - "Vela d'Oro"
- Loretta Goggi con Il mio prossimo amore
- Luca Barbarossa con Da stasera
- Rondò Veneziano con La Serenissima
- Alberto Fortis con La nena del Salvador
- Roberta Kelly con Patty Cake
- Riccardo Fogli con Malinconia - "Vela d'Oro"
- Albania con Go go go
- Alberto Camerini con Non devi piangere
- Loredana Bertè con La goccia
- Franco Battiato con Bandiera bianca
- Garbo con A Berlino... va bene
- Maurizio Colonna con Concerto di Aranjuez
- Pupo con Lo devo solo a te
- Peppino Di Capri con Bona furtuna
- Buggles con I am a camera
- Drupi con La mia canzone al vento
- Federico Troiani con Non c'ho 'na lira - "Gondola d'Argento"
- Giorgio Zito con Com'è possibile
- Randy Crawford con You wight need somebody
- Toto Cutugno con La mia musica
- Carmen & Thompson con Five more days
- Franco Dani con Piccolo amore mio
- Duffo con Take a walk on the wild side
- Loretta Goggi con Se mi sposerò (sigla finale)

### 1982
- Julio Iglesias con Sono un vagabondo - sigla di apertura
- Pino Daniele con Io vivo come te
- Alan Sorrenti con Credimi, non voglio perderti
- Anna Oxa con Fammi ridere un po'
- Fiordaliso con Maschera
- Stefano Sani con Quando lei ritornerà
- Kate Bush con The dreaming
- Robert Plant - Burning down one side
- Mia Martini con Quante volte
- Loredana Bertè con Per i tuoi occhi
- Riccardo Cocciante con Un buco nel cuore
- Delia Gualtiero con Occhi
- Bernardo Lanzetti con Solamente noi
- Dire Straits con Private investigations - "Vela d'Oro"
- Kim Carnes con Voyeur
- The Oldies con Il pinguino innamorato
- Asia con Heat of the moment
- Alberto Camerini con Questo amore
- Claudio Villa con Buon compleanno
- Amanda Lear con Incredibilmente donna
- Gianni Morandi con Solo all'ultimo piano
- Alice con Principessa
- Loretta Goggi con Pieno d'amore
- Teresa De Sio con Aumm aumm - "Vela d'Oro"
- Rettore con This time
- Marras con Insieme anche così - "Vela d'Argento"
- Massimo Bubola con Treno di mezzanotte
- Passengers con One too many
- Riccardo Fogli con Compagnia
- Genesis con Paperlate
- Del Newman con The sea
- Del Newman con Love in Venice (sigla finale)

### 1983
- Pooh con Cara sconosciuta - sigla di apertura
- Milva con Eva dagli occhi di gatto
- Iva Zanicchi con Aria di luna
- Ornella Vanoni e Gerry Mulligan con Uomini e Ho capito che ti amo
- Agnetha Fältskog con Wrap your arms around me e Can't shake loose
- Rettore con Rodeo e Sweetheart on parade
- Gazebo con Lunatic e Wrap the Rock - "Vela d'Oro"
- Alice con Il profumo del silenzio e Solo un'idea
- Data con Living inside me
- Spandau Ballet con True
- America con Your move
- Ron con Per questa notte che cade giù
- Angelo Branduardi con La giostra
- Loredana Bertè con Il mare d'inverno
- Nino Buonocore con Notte chiara
- Banco del Mutuo Soccorso con Lontano da
- Passengers con Rhapsody
- Enzo Avitabile con When I believe - "Vela d'Argento"
- Delia Gualtiero con Ombre cinesi
- Santandrea con Niente
- Bandolero con Paris Latino - "Vela d'Oro"
- The Moody Blues con Sitting at the wheel
- Nena con 99 Luftballons
- Christian con Nostalgia
- James Ingram con Party animal
- Marras con Quando Gigi Riva arriverà
- Def Leppard con Rock of ages
- Gerry Mulligan con Another kind of Sunday
- Tears For Fears con Pale Shelter
- Greg Kihn Band
- Michael Sembello con Maniac - sigla di chiusura

### 1984
- Renato Zero con Per Non Essere Così e Sospetto
- Loredana Bertè con Ragazzo mio e Una sera che piove
- Eros Ramazzotti con Buongiorno bambina
- Fiordaliso con Fare l'amore
- Gianni Morandi con Nel silenzio splende e Mi manchi
- Howard Jones con Like to get to know you well e Bounce right back
- Ivano Fossati con Viaggiatori d'Occidente e Ventilazione
- Tina Turner con What's love got to do with it e Better be good to me
- Gianni Togni con Due anime in pena e Notte dai grandi incontri
- John Waite con Missing you e Tears
- Mario Lavezzi con Se rinasco e Molecole
- Sade con Your love is king - "Vela d'Oro"
- Premiata Forneria Marconi con Capitani coraggiosi e 46
- The Mighty Wah con Come back e Weekends
- Edoardo Bennato con È Goal!
- Rossana Casale con Aspettarti - "Vela d'Argento"
- Paul Young con I'm gonna tear your playhouse down e Love will tear us apart
- Gazebo con Telephone mama e First
- Tony Esposito - Kalimba de luna e Simba de ammon
- Riccardo Fogli - Torna a sorridere e Quando nascerò di nuovo
- Fabio Concato - Sexy tango e Guido piano
- Antonello Venditti - Qui e Stella - "Vela d'Oro"
- Enzo Avitabile con Correre in fretta
- Riccardo Cocciante con Sincerità e Sulla tua pelle
- Alphaville con Forever young
- Billy Idol con Flesh for fantasy
- Ray Parker Jr. con Ghostbusters e The other woman
- Mango con Oro
- Rosanna Ruffini con L'amore quanto vale
- Lucia con Que belleza
- Richard Clayderman con L'anno che verrà
- Stevie Wonder con I just called to say I love you (sigla iniziale)

### 1985
- Loredana Bertè con Seduzir e Topazio
- Sandra con (I'll never be) Maria Magdalena
- Lena Biolcati con Nati per vincere - 2-o posto[22]
- 'ASciara con Fill - 1-o posto - "Vela d'Argento"
- Alice con Prospettiva Nevski
- Matia Bazar con Ti sento
- Depeche Mode con It's called a heart
- Sergio Caputo con L'astronave che arriva
- Fiorella Mannoia con Momento delicato
- Matt Bianco con Yeh yeh
- Pooh con Asia non Asia - "Vela d'Oro"
- Fine Young Cannibals con Johnny come home
- Roberto Vecchioni con La mia ragazza
- Modern Talking con Cheri Cheri Lady
- Baltimora con Woody Boogie
- Delia Gualtiero con Tempi come noi
- Simply Red con Come to my aid- "Vela d'Oro"
- Banco del Mutuo Soccorso con Mexico City
- Enzo Jannacci con Son s'cioppàa
- Teresa De Sio con Scura
- Mango con Dove andrò
- Tullio De Piscopo con Radio Africa
- Tony Esposito con Papa Chico
- Vasco Rossi con Cosa succede in città
- Antonello Venditti con Centocittà
- Mike Francis con Features of love
- Ron con Caterina
- Marco Armani con Per i tuoi occhi
- Christian con Insieme
- David Austin Band con Kiss and tell
- Five Star
- Thompson Twins con Don't mess with Doctor Dream
- Vitamin Z
- Goran Kuzminac con Cosa ci fai nella mia vita
- Laura Valente con Tempo di Blues
- Stefano Borgia
- Chattanooga

### 1986
- Gianna Nannini con Bello impossibile - sigla di apertura
- Grazia Di Michele con Le ragazze di Gauguin - "Vela d'Argento"[25]
- Peppi Nocera con Sofa
- Fiorella Mannoia con Bene caro
- Al Bano e Romina Power con Sempre sempre
- Amii Stewart con Love ain't no toy
- Renato Zero con Navigare - sigla di chiusura
- Amedeo Minghi con Cuore di Pace
- Corey Hart con Angry young man
- Novecento con Dreamland Paradise
- Franco Simone con Viva Settembre
- Rossana Casale con Nuova vita
- Sergio Caputo con Effetti personali
- Human League con Human
- Pretenders con Don't get me wrong
- Crowded House con World where you live
- Doctor & the Medics con Spirit in the sky - "Vela d'Oro"
- Trio Rio con New York-Rio-Tokyo
- Zucchero Fornaciari e Gino Paoli con Come il sole all'improvviso
- Valerie Dore con King Arthur
- Mango con In ogni direzione che vuoi tu
- Howard Jones con You know I love you... don't you?
- Enrico Ruggeri con Il portiere di notte
- Alberto Camerini con Va bene così
- Eros Ramazzotti con Emozione dopo emozione - "Vela d'Oro"
- Eugenio Bennato con Basilicata
- Fabio Concato
- Ivan Graziani con Baby love
- Tullio De Piscopo
- Belinda Carlisle con Mad about you
- Chris Norman con Midnight lady
- El Puma
- GTR con When the heart rules the mind
- Miguel Bosé con Living on the wire
- Sinitta con So macho
- Giorgia con Pirate of love
- Paolo Scheriani con La danzatrice di Flamenco
- Rudy Marra con Telefonami
- Kirlian Camera con Ocean

### 1987
- Riccardo Fogli con Che notte è
- Fiordaliso con  I giorni dell'addio
- Kim Wilde con You keep me hangin' on
- Zucchero Fornaciari con Senza una donna - "Vela d'Oro" per l'album-rivelazione dell'anno
- Eros Ramazzotti con E mi ribello - "Vela d'Oro" per l'album più venduto dell'edizione 1986
- Matia Bazar con Mi manchi ancora
- Michele Zarrillo con Dammi un po' di più
- Living in a Box con Scales of justice
- Rupert Everett con Generation of loneliness
- Tracy Spencer con Never too late
- Enrico Ruggeri - "Vela d'Oro" per il miglior album dal vivo
- Lucio Dalla - "Vela d'Oro" per la carriera
- Mango
- Spagna con Dedicated to the Moon - "Vela d'Oro" per il miglior prodotto musicale italiano all'estero
- Gato Barbieri con Tullio De Piscopo
- Bee Gees con You win again - sigla di apertura

### 1988
- Mango - sigla di apertura
- Tullio De Piscopo con Energia compressa
- Gianna Nannini con Donne in amore
- Pino Daniele con Tell me now
- Black con The big one
- Lisa Hunt e Zucchero Fornaciari con Something strong
- The Pasadenas con Tribute (Right on) - "Vela d'Oro"
- Glenn Frey con True love
- Tracie Spencer con Symptoms of true love
- Sinead O'Connor con Mandinka
- Anna Oxa
- Ofra Haza con Galbi e Im nin'alu
- Enrico Ruggeri con La Signora del tempo che vola
- Pooh con Senza frontiere - "Vela d'Oro"
- Pino Daniele - sigla di chiusura

### 1989
- Loretta Goggi con Fino all'ultimo respiro - sigla di apertura
- Alice con Visioni
- Renato Zero con Voyeur
- Exposé con What You Don't Know
- Luca Barbarossa con Al di là del muro
- Sergio Caputo con Dammi un po' di più
- Rossana Casale con L'infinito del cielo
- Eugenio Finardi con Vil Coyote
- Pippo Franco
- Amanda Lear
- Tina Turner con The best
- Milva con Una storia inventata
- New Trolls e Anna Oxa con Tutti I Brividi Del Mondo
- Pooh con La ragazza con gli occhi di sole
- Amedeo Minghi con La vita mia - "Vela d'Oro"
- Ladri di Biciclette con Dr.Jazz e Mr.Funk - sigla di chiusura

### 1990
- Arriva mamma RAI - sigla di apertura
- Angelo Branduardi con Madame
- Mango con Nella mia città - "Vela d'Oro"
- Edoardo Bennato con Abbi dubbi
- Fiordaliso con  Cosa ti farei
- Fabio Concato con Gigi
- Pet shop boys con So hard
- Amedeo Minghi - solo premiazione
- Toto Cutugno con Gli amori

### 1991
- Mango - solo premiazione
- Mylène Farmer con Desenchantee
- Mia Martini con Pensieri e parole
- Fiordaliso con Sposa di rosa
- Nomadi con Gli aironi neri
- Stadio con Ho bisogno di voi
- Teresa De Sio con Song 'e tre
- Julian Lennon con Saltwater
- Riccardo Cocciante e Paola Turci con E mi arriva il mare
- Fabio Concato - "Vela d'Oro"
- Toquinho
- Gianna Nannini

### 1992
- Mietta - "Vela d'Oro"

### 1993
- Francesco De Gregori
- Laura Pausini
- 883
- Mariah Carey
- Luca Carboni